# Sahara
De Sahara (Arabisch : الصحراء الكبرى) is het grootste aaneengesloten gebied met een woestijnklimaat. De Sahara is gelegen in Noord-Afrika en beslaat ongeveer 31% van het continent. De naam is afgeleid van het Arabische woord sahra, dat woestijn in algemene zin betekent. De Sahara strekt zich uit van de Westelijke Sahara aan de Atlantische Oceaan tot in Egypte aan de Rode Zee. Aan de noordzijde wordt ze begrensd door de Middellandse Zee en het Atlasgebergte. De zuidzijde wordt gevormd door de Sahel, een gebied dat enigszins begroeid is. Er zijn meerdere definities over waar de grens van de Sahara precies loopt, deze is dus onduidelijk, maar deze definities zijn van toepassing op de verschillende soorten begroeiing.

## Geschiedenis

### Klimaatverandering
Hoewel vandaag de dag de Sahara een grote woestijn is, was dat niet altijd zo. Dit heeft te maken met de Milanković-parameters waarbij de omloopbaan, precessie en ashelling van de Aarde in verschillende cycli varieert. In bepaalde tijdvakken zorgt de samenloop van deze parameters ervoor dat de moesson noordelijker valt en daarmee de Sahara in een savanne verandert. Uit onderzoek blijkt dat er vroeger rivieren stroomden en het Tsjaadmeer ooit groter was dan de Kaspische Zee.
Tijdens het Pleistoceen was er zo'n periode, en er groeiden dan ook veel plantensoorten. In deze perioden konden mensen zich goed handhaven in deze gebieden als jager-verzamelaars. Vermoedelijk leefden de nijlpaarden, olifanten, bavianen, katachtigen etc. nog tot in het Neolithicum in het gebied dat tegenwoordig de Sahara heet, en tot een miljoen jaar geleden waren er nog planten terug te vinden die we tegenwoordig alleen in natte, vochtige gebieden aantreffen of zelfs in de tropen. In de Sahara zijn nog resten terug te vinden van diverse menselijke soorten, zoals de Homo habilis en de Homo australopithecus, vermoedelijk al ruim vijf miljoen jaar geleden. In de huidige Sahara kunnen dan ook tot twee miljoen jaar oude stenen werktuigen worden aangetroffen.
Van 38.000 tot 18.000 v.Chr. werd de noordelijke Sahara, tot aan Ahaggar, Tassili en Tibesti dichtbevolkt door mensen afkomstig uit Noord-Afrika. Tussen 18.000 en 10.000 v.Chr. beleefde de Sahara een extreem droge periode, waarin de woestijn zich verder naar het zuiden uitbreidde. Mogelijk hebben deze afwisselende periodes van droogte en begroeiing meerdere migraties van Afrika naar Eurazië veroorzaakt, waarbij de natte periodes de mensen vanuit het zuiden naar de Sahara lokte en de droogte hen naar het noordwesten dreef. (zie Saharapomp-hypothese)

### Holoceen subpluviaal

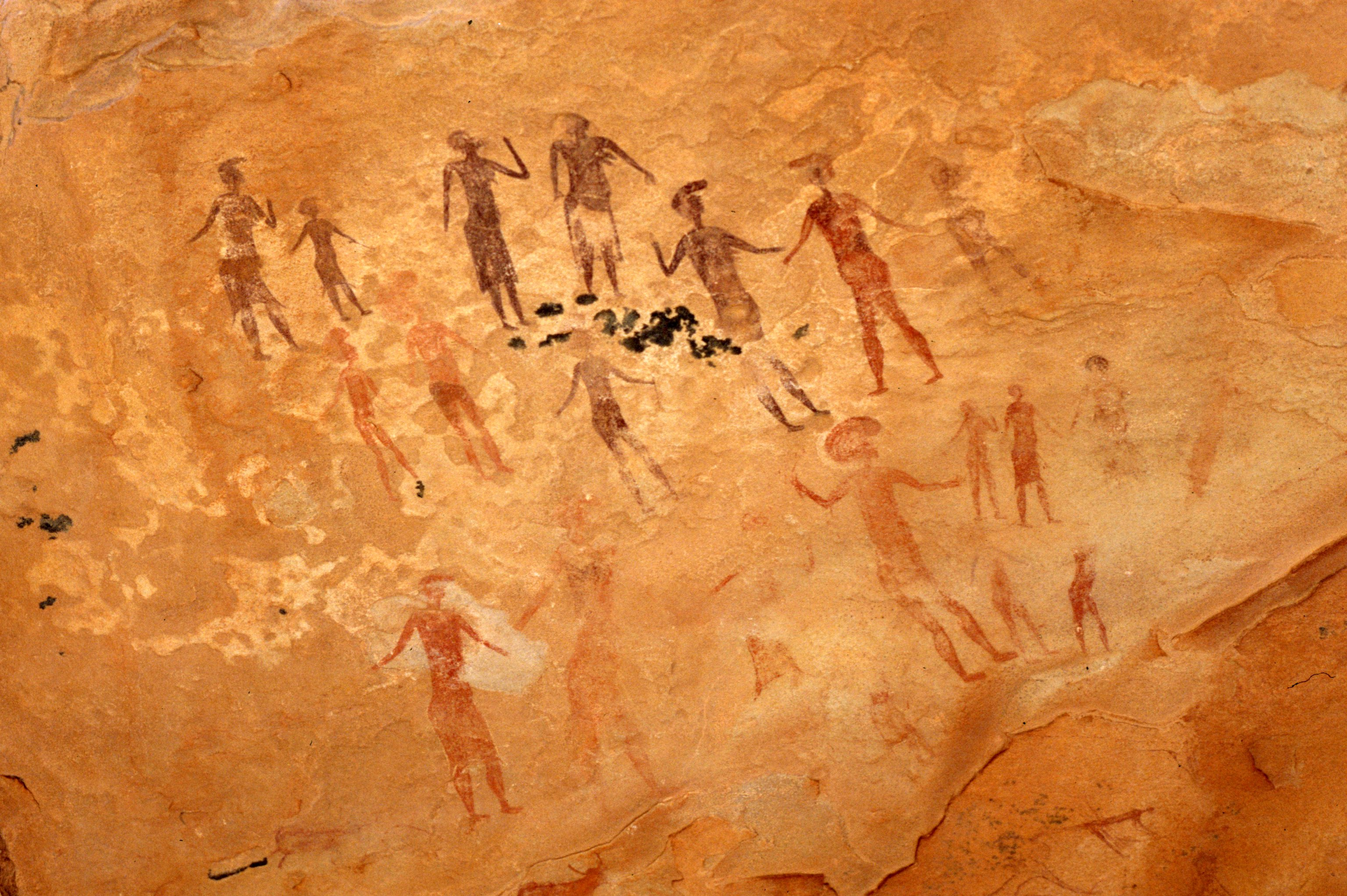
Rotstekeningen in Tassili n'Ajjer in het zuiden van Algerije.

Na 10.000 v.Chr. werd de Sahara weer vochtiger, en rond 7.000 v.Chr. begint het Holoceen subpluviaal, waarin de Sahara een aanmerkelijk vochtiger klimaat en een dichtere menselijke bevolking bezat. Het gebied werd toen bewoond door jager-verzamelaars en later door herders. Op verschillende locaties in de bergen zijn rotsschildering aangetroffen die bekend staan als de Rotskunst van de Sahara, zoals in Tassili n'Ajjer, Tadrart Acacus en het Tibestigebergte. De oudste tekeningen gaan vooral over dieren en de jacht daarop. Vanaf het 7e millennium v.Chr. duiken tekeningen op van herders, en vanaf het 3e millennium v.Chr. worden paarden, gevechten en later ook kamelen afgebeeld. Oude volkeren van de Sahara waren de Tenerian en de Kiffian.
Vanaf het 5e millennium v.Chr. werd het klimaat steeds droger. De bewoners trokken zich terug, naar de Middellandse Zeekust, Midden-Afrika en naar het gebied langs de Nijl waardoor hier de Badaricultuur ontstond. Een deel van de bevolking bleef en leerde leven met de droogte. Op verschillende plaatsen bleven oasen bestaan, gevoed door grondwater dat overbleef van de vochtige periode.

### Transsaharahandel

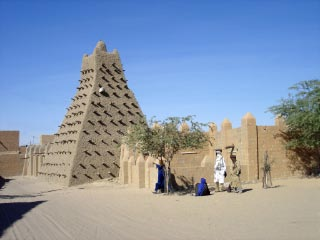
De Sankoremoskee in Timboektoe, ooit een universiteit met de grootste verzameling geschriften van heel Afrika.

De Garamanten waren een volk dat in het zuidwesten van het huidige Libië woonde. Zij waren in staat om hun gebied te bevloeien met grondwater, met tunnels gelijkend op de qanats. Toen de Feniciërs in de 9e eeuw v.Chr. de havenstad Carthago stichtten wisten zij een handelsnetwerk op te zetten met karavaanroutes om handel te drijven met de volkeren rond het Tsjaadmeer. Later dreven ze handel met de Romeinen die in de 2e eeuw v.Chr. de hele noordkust van Afrika veroverd hadden. De Romeinen zagen de woestijn als een natuurlijke grens waar een vijandig leger niet doorheen zou kunnen komen. In de 4e eeuw werden de kamelen geïntroduceerd en vanaf de 8e eeuw kwam de transsaharahandel echt goed op gang en kwamen er meer handelsroutes. De karavanen werden gedomineerd door de Berbers en met name de Toeareg en zouden tot in de 17e eeuw de belangrijkste handelscontacten vormen tussen de koninkrijken langs de Niger, de Middellandse Zee en de Zijderoute. Via het handelsnetwerk werden slaven voor de Arabische slavenhandel aangevoerd, en het leidde tot de bloei van handelssteden zoals Ghadames, Djenné en Timboektoe. Deze laatste stad zou uitgroeien tot een handelsmetropool en een universiteit stichten. Op vele plaatsen langs de routes werden ksars gebouwd, versterkte dorpen en kastelen.

### Komst van de islam
In 643 vielen de legers van de Omajjaden de Sahara binnen. De verovering verliep tamelijk makkelijk. De noordkust was in handen van de Byzantijnse Rijk, maar dat moest zich ook al verdedigen tegen de moslims die het huidige Turkije waren binnengedrongen, waardoor de Byzantijnen Noord-Afrika aan hun lot overlieten. In de ksar van Chenini (Tunesië) hield men lange tijd stand en na verloop van tijd stond hier een nieuwe leidster op, Kahina. Zij wist de islamitische legers terug te dringen tot in het huidige Libië. In de hoop dat de moslims hun interesse zouden verliezen paste zij de tactiek van de verschroeide aarde toe, maar dit bleek een vergissing. De Arabieren kwamen terug en uiteindelijk werd Kahina verslagen in het amfitheater van El Djem. De noordkust werd ingelijfd in het kalifaat van de Omajjaden die vervolgens oprukten naar Spanje. De verspreiding van de islam ging aan de kust gepaard met verovering, maar de islamitische legers drongen niet dieper door in de Sahara. De islam zou zich door bekering via de karavaanroutes over de woestijn verspreiden. Later in de 16e eeuw zouden de noord- en oostkusten in handen komen van het Ottomaanse Rijk.

### Koloniale tijd
In de loop van de 19e eeuw kwam de Sahara in Europese handen. In 1830 veroverden de Fransen Algiers en vanuit Senegal werd het zuiden van de Sahara ingenomen. Uiteindelijk zou bij de verdeling van Afrika het grootste deel van de Sahara in handen van de Fransen komen. In het oostelijke deel werden de Britten de baas (Egypte, Soedan), in Libië de Italianen en de Westelijke Sahara werd Spaans. Na de Tweede Wereldoorlog werden deze gebieden onafhankelijk.

## Landen in de Sahara

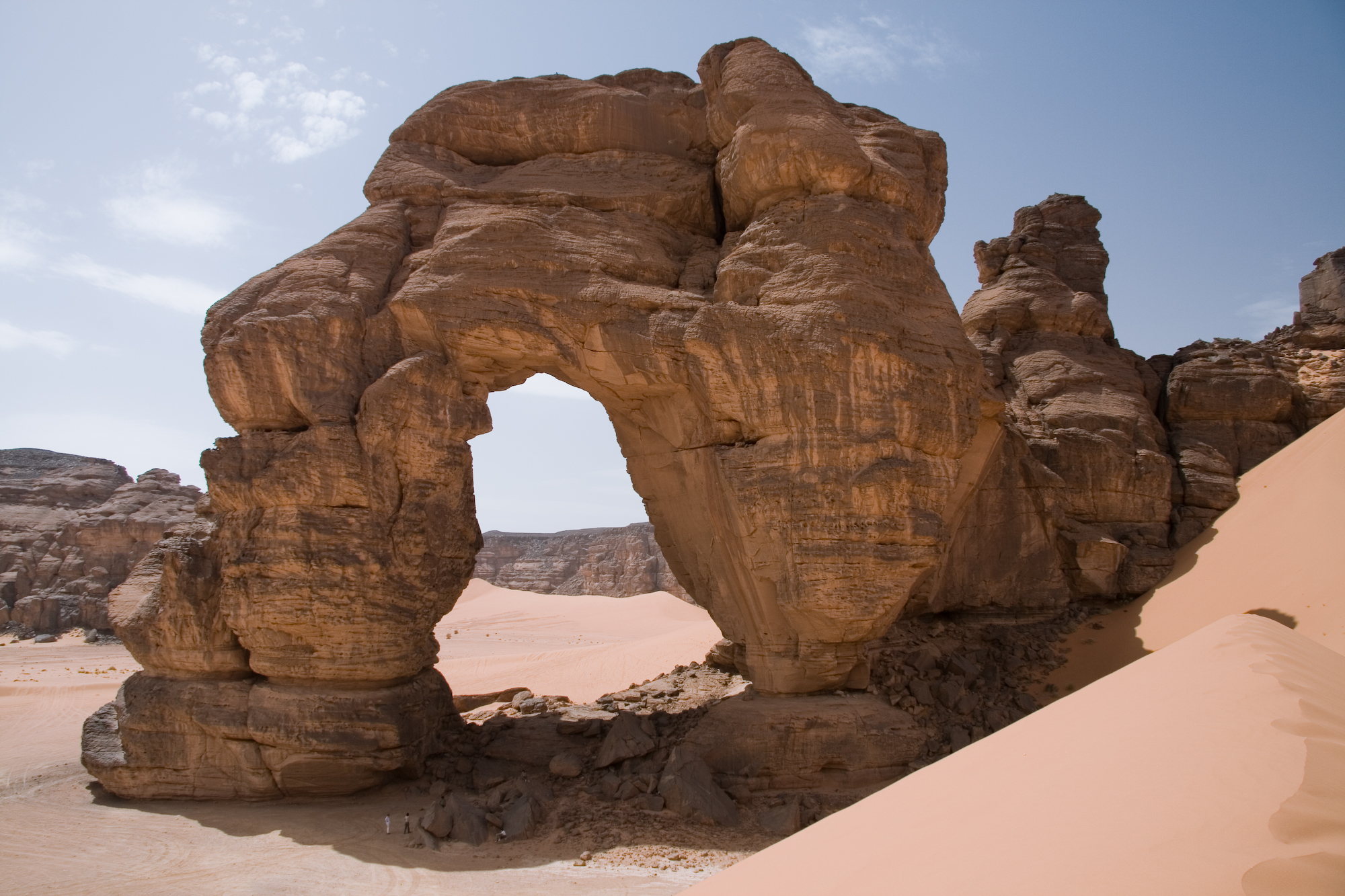
Een natuurlijke boog, uitgesleten door de wind, in de Tadrart Acacus in het westen van Libië.

De oppervlakte van de Sahara bedraagt ongeveer 9.065.000 vierkante kilometer. Het gebied is hiermee ongeveer 300 keer zo groot als België, of ongeveer 220 keer zo groot als Nederland.
De Sahara omvat, geheel of deels:
- Marokko en de Westelijke Sahara
- Mauritanië
- Mali
- Niger
- Algerije
- Tunesië
- Libië
- Tsjaad
- Egypte
- Soedan

Van de Westelijke Sahara is het omstreden of het een zelfstandige staat is. Het grondgebied, dat wordt geclaimd door zowel het Polisario als door Marokko, ligt ten zuidwesten van Marokko, en is de voormalige Spaanse kolonie Spaanse Sahara.
De strook net ten zuiden van de Sahara wordt de Sahel genoemd, en de landen waarin deze (half)woestijn ligt, de Sahel-landen.

## Klimaat, landschap en geologie

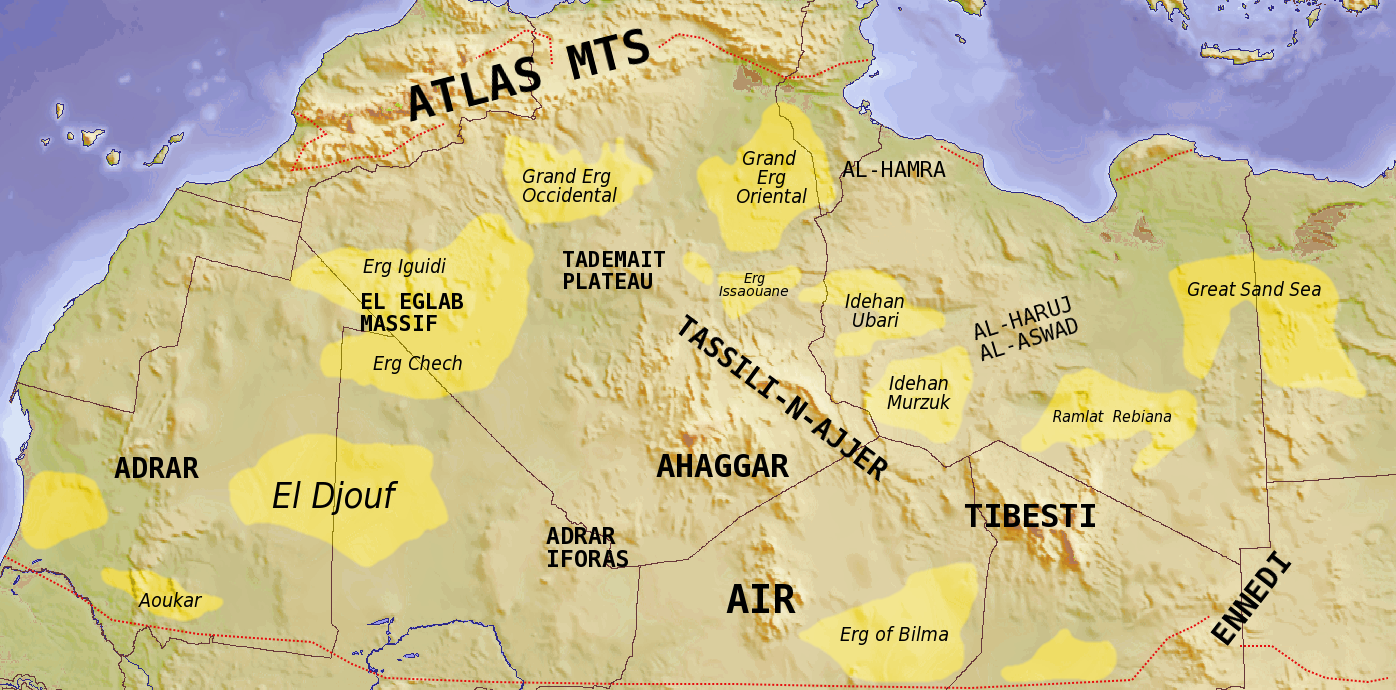
de locatie van ergs in de Sahara

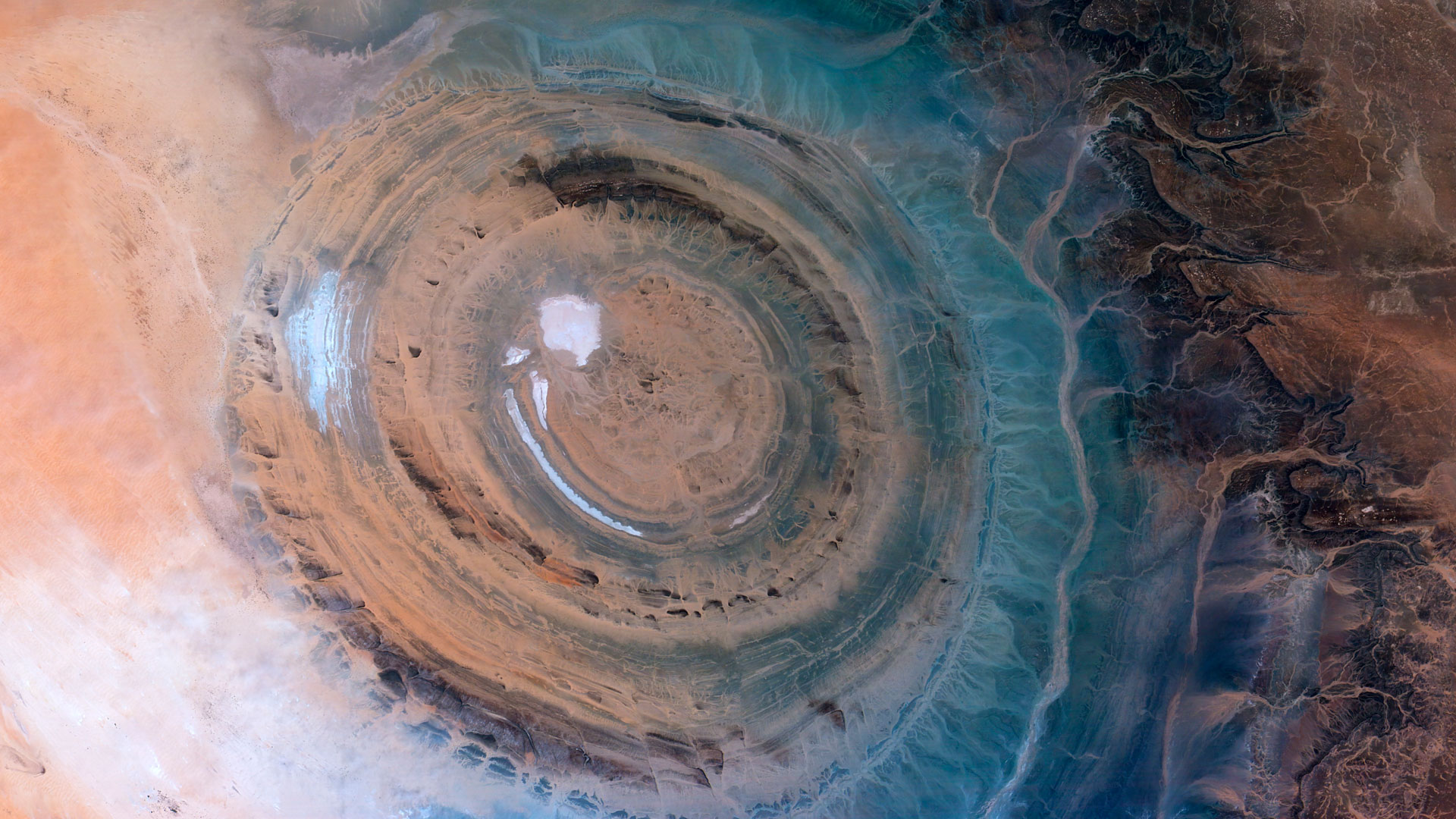
Oog in Sahara - de Richatstructuur in Mauritanië bron: Axelspace Corporation

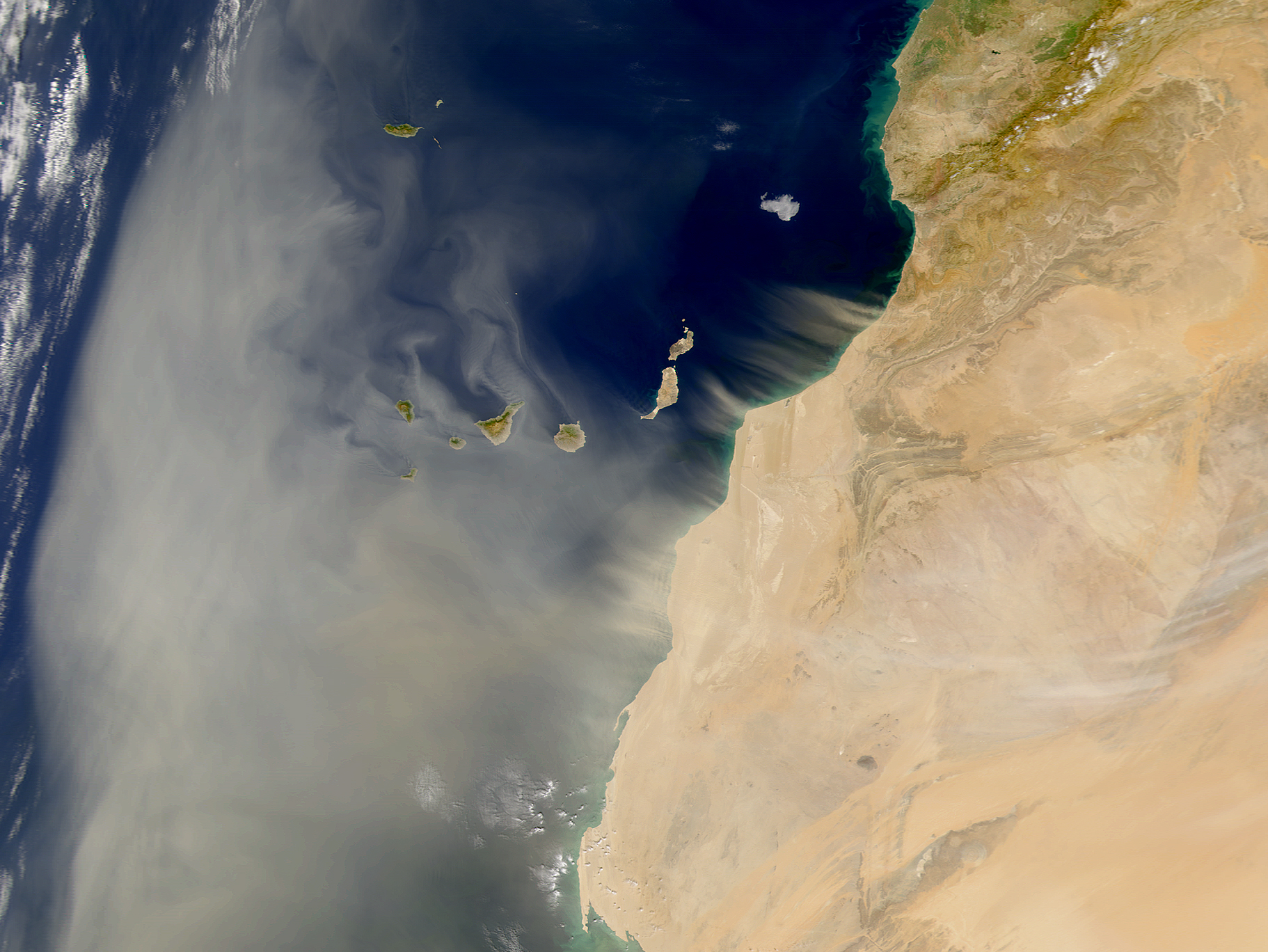
Saharastof en de Canarische Eilanden op 11-02-2001: NASA

De Sahara is zeer droog en de gemiddelde neerslag bedraagt minder dan 100 millimeter per jaar. De dagen zijn zeer warm en de nachten relatief koud (dit fenomeen komt voor in de meeste woestijnen). Wanneer het daarentegen wel regent kan dit vrij onverwacht gebeuren en in hevige plensbuien. Deze kunnen voor reizigers gevaarlijk zijn omdat de wadi's waardoor het water wordt afgevoerd, door hen als weg of pad worden gebruikt. Het komt dan ook weleens voor dat een onfortuinlijke reiziger niet op tijd de wadi kan verlaten en in de woestijn verdrinkt.
De Sahara bestaat grotendeels uit rotsachtige gebieden. Slechts zo'n 20% van het oppervlak bestaat uit ergs. Dit zijn grote zandverstuivingen met zandduinen. Deze duinen zijn in beweging en kunnen zich langzaam verplaatsen waardoor een volledige erg in duizenden jaren van plek kan veranderen. Onder de grond bevinden zich een aantal immense waterreservoirs, waar water uit de tijd dat het nog een savanne was ligt opgeslagen, het zogenaamde fossiele water. Op verschillende plaatsen in de woestijn komt het water aan de oppervlakte. Op deze plekken bevindt zich dan een oase. In de Sahara zijn bergketens te vinden die vaak van vulkanische oorsprong zijn. In de smalle kloven wordt ook water vastgehouden. Het hoogste punt is de Emi Koussi in Tsjaad.
De Sahara heeft een aantal bijzonder locaties. Helemaal in het oosten wordt deze doorsneden door de Nijl met een smalle vruchtbare kuststrook. De Richatstructuur is een cirkelvormige rotsformatie van vijftig kilometer in doorsnee, die ook wel het Oog van de woestijn wordt genoemd. In het zuidelijk deel van de woestijn ligt het Tsjaadmeer, het op een na grootste zoetwatermeer van Afrika. De Sahara kan ingedeeld worden in een aantal ecoregio's die o.a. in temperatuur en luchtvochtigheid variëren. De Tanezrouft en de Ténéréwoestijn hebben mogelijk het meest onherbergzame klimaat.
Via de Sirocco komt er Saharastof, woestijnzand, via de atmosfeer tot aan België en Nederland of zelfs noordelijker dat met de regen op aarde neerkomt. Het grootste deel van het Saharastof komt echter via de oostenwind in de Atlantische Oceaan terecht. In het stof zit een hoeveelheid ijzer waarmee een groot deel van die oceaan bemest wordt. Hierdoor neemt de fotosynthese van plankton toe.

### Flora en fauna
In de Sahara komt een grote verscheidenheid aan diersoorten voor, waaronder de addax (Addax nasomaculatus), manenschaap (Ammotragus lervia), jachtluipaard (Acinonyx jubatus) en gestreepte hyena (Hyaena hyaena). De planten zijn ook aan de grote temperatuurschommelingen aangepast. Zo hebben ze lange wortels om water gemakkelijker uit de grond te halen en ze hebben kleine en dikke bladeren.

### Sneeuw
In de Sahara komt af en toe sneeuwval voor. Dit gebeurt maar een paar keer in de 10 jaar en vaak heel lokaal. De sneeuw blijft in het algemeen ook slechts enkele uren liggen omdat overdag de temperaturen gemiddeld boven de 10 graden uitkomen. Onder andere in 1979 viel er in grotere delen van de Sahara sneeuw.
Op 7 januari 2018 viel er in de Algerijnse woestijnstad Aïn Sefra op sommige plaatsen een halve meter sneeuw. 
Hoger gelegen delen van de Sahara ontvangen echter vaker sneeuw. Het Atlasgebergte, hoewel aan de rand van de woestijn, kent zelfs enkele ski-resorts. Maar ook gebergten in het centrum van de Sahara krijgen soms met sneeuwval te maken. De relatieve luchtvochtigheid is weliswaar laag, maar de absolute luchtvochtigheid is genoeg om sneeuw te vormen wanneer de lucht tegen de bergen wordt opgestuwd. Het Tibestigebergte ontvangt gemiddeld iedere zeven jaar sneeuw op de hoogste toppen, en de Tahat in het Massief van Ahaggar gemiddeld iedere drie jaar.

## Grondstoffen

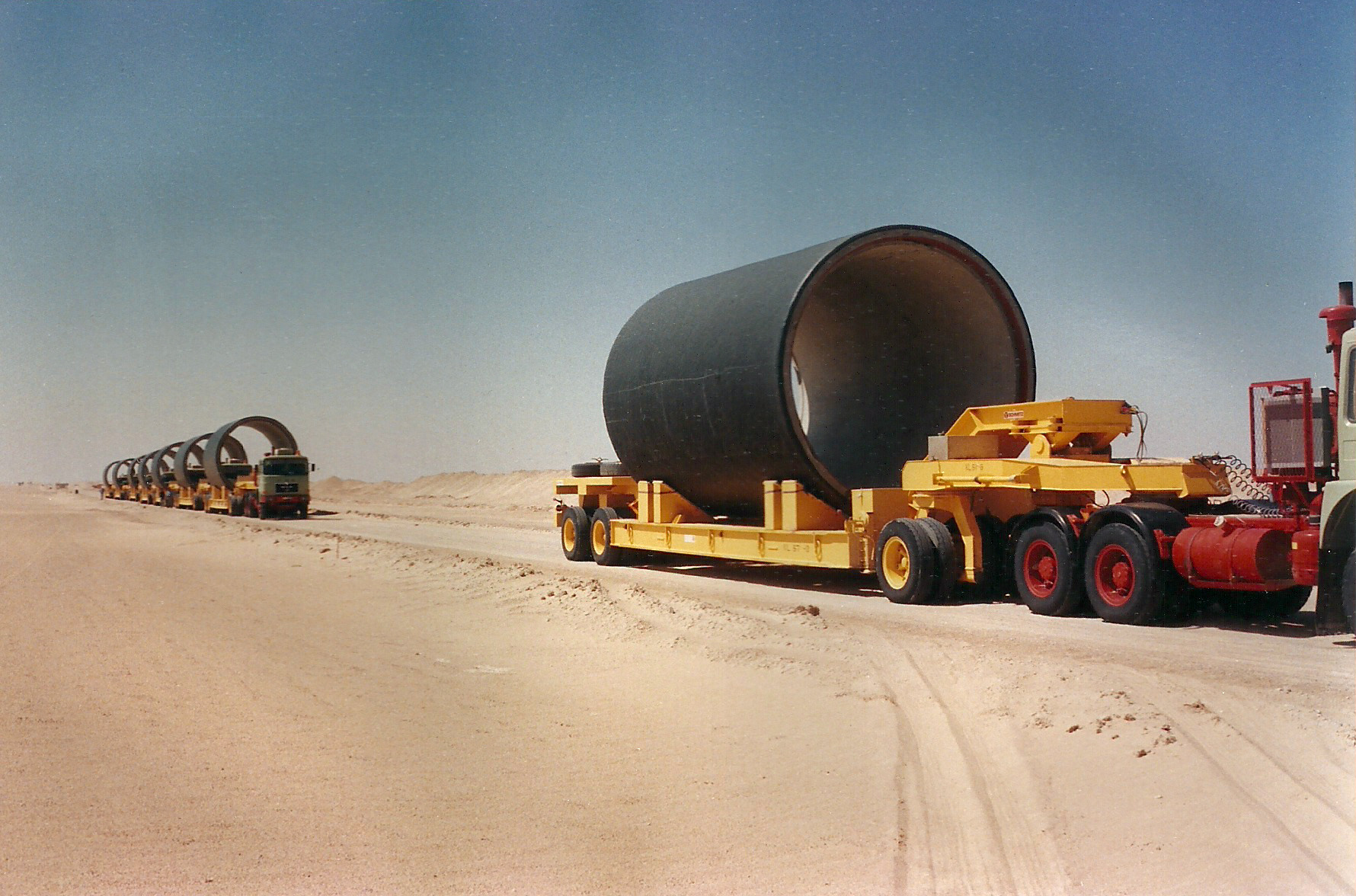
Pijpleidingen voor het Nubian Sandstone Aquifer System

In Algerije, Libië en Tsjaad wordt veel olie en aardgas gewonnen. In Marokko wordt fosfaat gewonnen. In de Libische woestijn wordt kalksteen, graniet, goud en koper gewonnen. In Libië is een project gaande dat de Nubian Sandstone Aquifer System wordt genoemd en waarmee grote hoeveelheden grondwater uit de woestijn worden gewonnen om landerijen in het noorden te bevloeien. Sinds de negentiende eeuw zijn er al plannen om delen van de Sahara die onder de zeespiegel liggen via kanalen vol te laten lopen en op die manier, via de wind, voor een hogere luchtvochtigheid te zorgen. Het grootste project zou dan in de Qattara-depressie plaatsvinden in het noordwesten van Egypte.

## Andere gebieden met dezelfde naam
- Sahara (Ommen), een zandverstuiving nabij het Nederlandse Ommen.
- Lommelse Sahara, een natuurgebied in het Belgische Lommel.